# Àrea de Bellesa Natural Excepcional

Àrees de Bellesa Natural Excepcional a Anglaterra i Gal·les.

Una Àrea de Bellesa Natural Excepcional (en anglès: Area of Outstanding Natural Beauty o, en les seves sigles, AONB; en gal·lès: Ardal o Harddwch Naturiol Eithriadol) és una zona rural d'Anglaterra, Gal·les o Irlanda del Nord el paisatge natural de la qual és de certa importància. Antigament eren designades per la Countryside Agency i en l'actualitat, per Natural England, en nom del govern del Regne Unit; per la Countryside Council for Wales en nom de la Welsh Assembly Government; i pel Environment and Heritage Service en nom del Northern Ireland Executive.